# Альтаїр (підприємство)
ВАТ «Альтаїр» — підприємство у місті Іжевськ в Удмуртії, Росія. За своєю спеціалізацією відноситься до галузі промисловості з виробництва стінових матеріалів, а саме керамічної цегли.
Підприємство створено 1990 року, збудоване за новітніми технологіями та з використанням болгарського обладнання. Проектна потужність підприємства становить 30 мільйон штук цеглин за рік.
Продукція:
- пустотіла керамічна цегла
- пустотіла півторашна цегла
- пустотіла подвійна цегла (камінь)
- повнотіла цегла

За технічними характеристиками та зовнішнім виглядом цегла відноситься до вищої категорії якості, має широку область застосування і може бути використана для будівництва несущих стінових будівель та споруд будь-якої поверхні. Цегла також може виступати як облицювальний матеріал для стін, для кладки печей, камінів та при спорудженні фундаментів як вологостійка.
Цегла даного підприємства використовувалась при реконструкції місцевого Олександро-Невського собору, при будівництві мечеті та старообрядницької церкви, при будівництві храмів у місті Воткінськ та селі Якшур-Бодья. Продукція також постачалась у місто Омськ на будівництво бізнес-центру та до Москви для будівництва будівель служби Президента Росії.